# 馬跳び
馬跳び（うまとび）は、一人が上体を前にかがめて両手で自らの両足首あるいは膝を掴んで支持し、もう一人がそれを開脚しながら跳び越えるもの。「蛙跳び（かえるとび、かわずとび）」ともいい、リレー方式で行われることが多い。蛙跳びのほか台跳びなどともいう。

## 概要
腰をかがめた参加者（「馬」）の上を、別の参加者が跳び箱を跳び越える要領で跳び越えていくものである。

## リレー方式
馬跳びはリレー方式で行われることが多く、「馬跳び競争」「蛙飛びリレー」「蛙跳競争」「蛙跳競走」ともいう。参加者は列ごとに間隔をあけて前屈みになって馬の姿勢をとり他の者が跳び箱の要領でこれを跳ぶ。
馬跳びリレーの方法は多岐にわたる。
組ごとに出発線から馬跳びを繰り返す方式
組ごとに縦一列になって、スタートの合図で出発線の前方に先頭の者が馬を作り、それを2番目の者が跳んで列の先頭に新たに馬を作り、3番目の者は1番目・2番目の者を跳んで列の先頭に新たに馬を作るといった具合にこれを以下全員で順次繰り返していき所定の位置に到達した順に全体の順位を決する方式。列が一定の位置に到達した段階で反対方向に向き直して馬跳びをしながら元の出発線の方向へ戻る場合もある。
組ごとに最初から縦一列に馬の姿勢をとって馬跳びを繰り返す方式
組ごとに縦一列に一定間隔に広がり最後尾の者以外は全員屈んで馬を作り、スタートの合図で最後尾の者が列前方の馬を作っている者を順々に跳んでいき先頭に出たところで馬を作ることを繰り返す。自分を跳び越える人がいなくなった馬は馬の姿勢を解き、自分より列の前方にいる参加者を跳び越えていくことになる。この場合に最後尾から馬跳びをしている者が全部の馬を跳び越えてから新たに最後尾の者が馬跳びを始める方式（列ごとに1人ずつ馬跳びをする）と最後尾となって自分を飛び越すものがいなくなった場合に直ちに列の前方に向かって馬跳びを開始する方式（列ごとに複数人が馬跳びをする）がある。そして、最初に列最後尾だった者が最前列に出た順に全体の順位を決する。
二人一組で馬跳びを繰り返す方式
組ごとに予め二人組を作っておき、各列の前方に複数の円を描いておき、スタートの合図で二人一組となって前方にある各円内で馬跳びを繰り返し、最後の円での馬跳びが終わったと同時に二人で出発線に走って戻り、次の二人組が出発することを以下繰り返す。各組最終の二人組が馬跳びを終えて出発線に到着した順に全体の順位を決する。
なお、方法については各種のものが存在するとされる。